# Nemosia rourei
Nemosia rourei là một loài chim trong họ Thraupidae.